# Filip Peciul
Filip Peciul (în rusă Филипп Печул; n. 1/14 noiembrie 1913, Tașlîc, raionul Grigoriopol, Nistrenia – d. 1941, Keksgolmski raion⁠(d), Republica Socialistă Sovietică Carelo-Finică, URSS) a fost un operator de film documentar sovietic și moldovean, laureat al Premiului Stalin de gradul II (1941).

## Biografie
S-a născut în satul moldovenesc Tașlîc din ținutul Tiraspol, gubernia Herson, Imperiul Rus (actualmente în Transnistria, Republica Moldova). În 1930, pe baza listelor Comsomolului, a fost trimis la școala Școala de ucenicie pentru muncitorii uzinelor din Leningrad. În 1936 a absolvit Institutul de Stat pentru Film și Televiziune din același oraș. A lucrat la studioul de știri din Leningrad. A filmat evenimentele din prima linie a războiului sovieto-finlandez din 1939-1940 și celui de-Al Doilea Război Mondial. În 1940 a fost distins cu Ordinul Steagul Roșu.
A murit în noiembrie 1941 într-o bătălie de pe istmul Karelian, lângă Leningrad..
În 1981, studioul de film Moldova-film a filmat pelicula „Viața scurtă strălucitoare” (Яркая короткая жизнь), despre Peciul și colegii săi, Efim Ucitel, Vladimir Ieșurin și alții.
Pe casa în care s-a născut operatorul a fost instalată o placă memorială de marmură de către Uniunea Cineaștilor din Moldova.